# 大陸ゴム
大陸ゴム（たいりくゴム、大陸고무、대륙고무）、あるいは、大陸ゴム工業（たいりくゴムこうぎょう、大陸護謨工業）株式会社は、朝鮮で最初のゴム製品製造工場で、1919年8月1日に日本統治時代の朝鮮の京城府元曉町1丁目（원효정 1정목）で、李夏栄によって設立された。大陸ゴムでは、朝鮮最初の黒いゴム靴や、ゴムボールが生産された。1922年8月5日からは、商品名のあるメーカー黒ゴム靴である、大将軍ゴム靴（대장군 고무신）を発売した。
1919年、李夏栄は、1880年代以来、日本から輸入されたゴム靴が履かれているのを見て、我々も直接ゴム靴を作ろうと考え、ゴム会社を創立した。ほとんどの人々は彼の朝鮮内のゴム製品生産論に懐疑的だったが、彼は朴泳孝、尹致昊、尹致昭、朴重陽らを大株主に迎え入れることに成功した。初期の広告は朝鮮初のゴム製品生産、朝鮮人が作ったゴム製品だった。1919年8月1日、京城府龍山面元曉町1丁目（後のソウル特別市龍山区元暁路1街)で初めて会社を開設した。大陸ゴムでは黒ゴム靴とゴムボールを生産した。それまで牛や豚の膀胱を自転車の空気注入器としたり、人の口で空気を吹き込んでいたものが、大陸ゴムが生産したゴムボールに置き換えられた。
会社は当初、京城府元曉町1丁目に設置され、事務所の後ろに生産工場が設置されたが、1920年には咸鏡南道元山郡や、慶尚南道東萊郡東莞面（동래면）、機張面、平壌などに工場を設置した。
1921年の新聞広告では、所在地は京城府鐘路一丁目47番地とされていた。
当初はゴム工業会社として設立したが、3年後の1922年8月1日には、500株余りを発行し、資本金50万円を超える株式会社に昇格した。このとき、株式募集の発起人には、創立委員長を務めた男爵李允用をはじめ、いずれも子爵であった李昌薫、朴泳孝、李夏栄などの朝鮮貴族とともに、日本人も多数名を連ねていた。
李夏栄はゴムと革を合わせて作っていた日本式ゴム靴を改良し、全体をゴムで作った朝鮮式ゴム靴を開発した。ささやかに始めたゴム靴事業は日々繁栄し、1922年に李夏栄が数え65歳のときには、資本金50万円（現在の価値で、500億ウォン）の大陸ゴム株式会社に成長した。1922年8月5日には、商品名のあるメーカー黒ゴム靴である大将軍ゴム靴を発売した。1922年9月21日付の新聞広告には、「大陸ゴムがゴム靴を発売するにあたり、李王（純宗）様にもご利用いただければありがたく、女官の皆様のご愛用もいただかなくては...」というコピーが登場した。当時、わが企業は伝統的な草鞋（チプシン：男性用）とマルンシン（마른신：女性用）の形を模したゴム靴を作っていた。ゴム靴は藁の草鞋よりもずっと丈夫で、長く履くことができ、雨が降っても水が漏れないという利点もあった上、草鞋が25銭ほどだった当時、40銭ほどの価格であったため、販売は好調で、活況を呈したという。
1925年には、西鮮ゴム（서선（西鮮）고무）という別会社が、酷似した商標「大升ゴム」を用いて市場で一定の成功を収めたため、大陸ゴムが告訴するという事態にもなった。それだけ市場から信頼されるブランドとなっていたということである。